# دیوید ییپ
 دیوید ییپ (به انگلیسی: David Yip) (زاده ۴ ژوئن ۱۹۵۱) بازیگرانگلیسی است.
از فیلم‌های معروف او می‌توان به بازی در فیلم نمایی از یک قتل اشاره کرد.